# 15 août 1931
Le samedi 15 août 1931 est le 227e jour de l'année 1931.

## Naissances
- André Tahon (mort le 28 août 2009), marionnettiste français
- Benedict John Osta (mort le 30 janvier 2014), prêtre jésuite indien
- Charlotte Zwerin (morte le 22 janvier 2004), cinéaste
- Haitham al-Maleh, militant syrien des droits de l'homme
- Helga Klein (morte le 27 janvier 2021), athlète (ouest-)allemande spécialiste du 100 mètres et du 200 mètres
- Hugh Lawson (mort le 1er janvier 2005), personnalité politique britannique (1931-2005)
- Hugues C. Pernath (mort le 4 juin 1975), poète belge
- Janice Rule (morte le 17 octobre 2003), actrice américaine
- Michel Picard, écrivain et critique littéraire français
- Mikaël Tariverdiev (mort le 24 juin 1996), compositeur soviétique et russe d’origine arménienne
- Norm Corcoran (mort le 13 mars 2009), hockeyeur sur glace canadien
- Pentti Karvonen, athlète finlandais
- Richard Heck (mort le 10 octobre 2015), chimiste américain
- Talal ben Abdelaziz Al Saoud (mort le 22 décembre 2018), membre de la dynastie saoudienne

## Décès
- A'Lelia Walker (née le 6 juin 1885), femme mondaine et entrepreneure américaine
- Ivar Aminoff (né le 2 décembre 1868), juriste et politicien finlandais
- Nigar Shikhlinskaya (née le 21 mars 1878), infirmière azerbaïdjanaise